# Unión Aérea Española

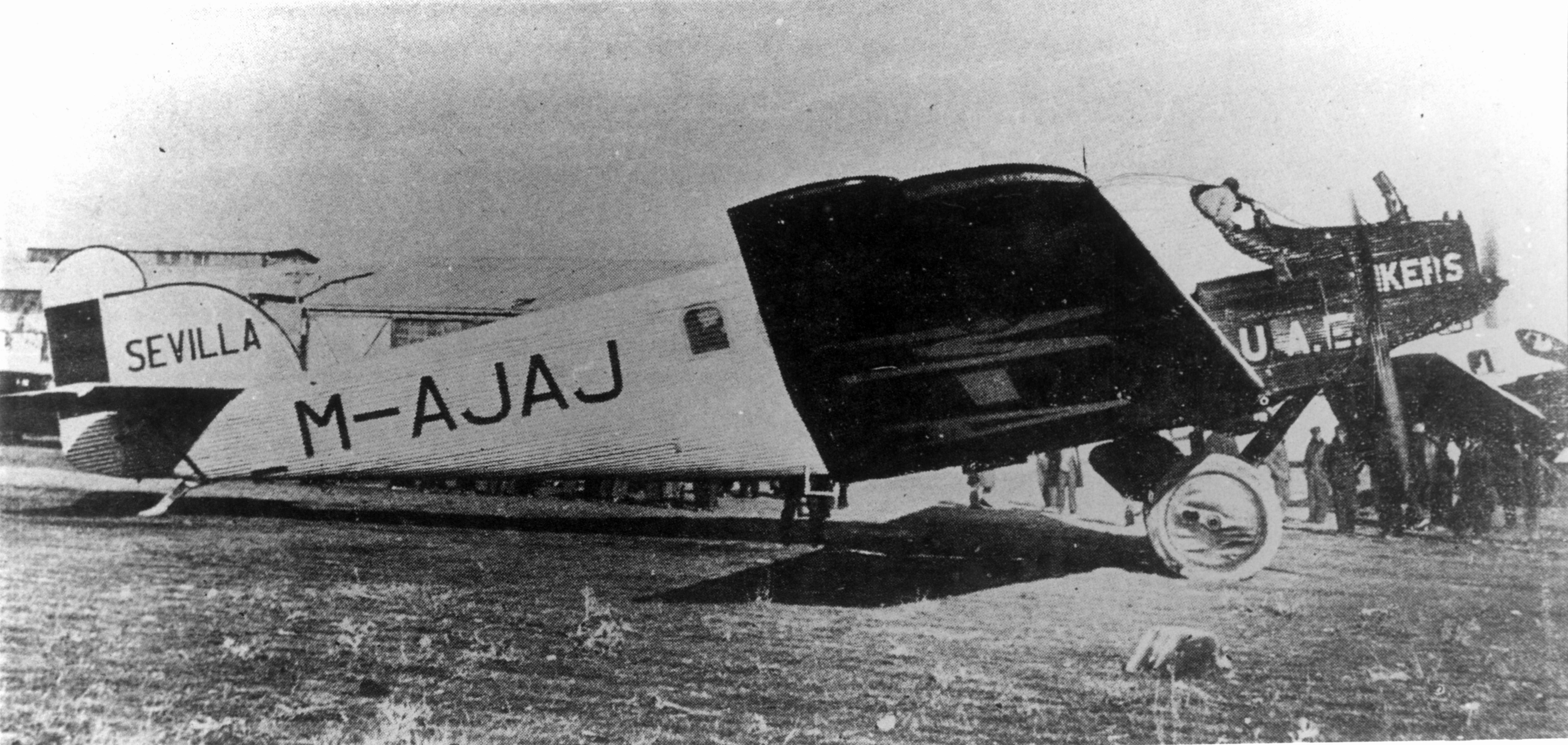
Junkers G 24 de la UAE.

La Unión Aérea Española (UAE) fue una aerolínea española de capital hispano-alemán constituida a finales de 1925 con capital mayoritario de la sociedad germana Junkers.

## Historia
Operó desde el 30 de noviembre de 1926 la línea Sevilla-Madrid, desde los aeródromos de Tablada y Getafe respectivamente, que posteriormente se extenderían a Lisboa. Sus propiedades fueron cedidas como capital inicial en mayo de 1929 a la recién creada Concesionaria de Líneas Aéreas Subvencionadas (CLASSA), momento en el que UAE cesó sus operaciones aéreas, quedando como socio de CLASSA.